# Álvarez (Argentinië)
Álvarez is een plaats in het Argentijnse bestuurlijke gebied  Rosario in de provincie Santa Fe. De plaats telt 5.515 inwoners.

## Geboren
- Leonardo Talamonti (1981), voetballer